# Chthonius cassolai
Chthonius cassolai är en spindeldjursart som beskrevs av Beier 1973. Chthonius cassolai ingår i släktet Chthonius och familjen käkklokrypare. Inga underarter finns listade i Catalogue of Life.